# Daewoo

That-El-Emad w Trypolisie konstrukcji Daewoo Corporations Construction

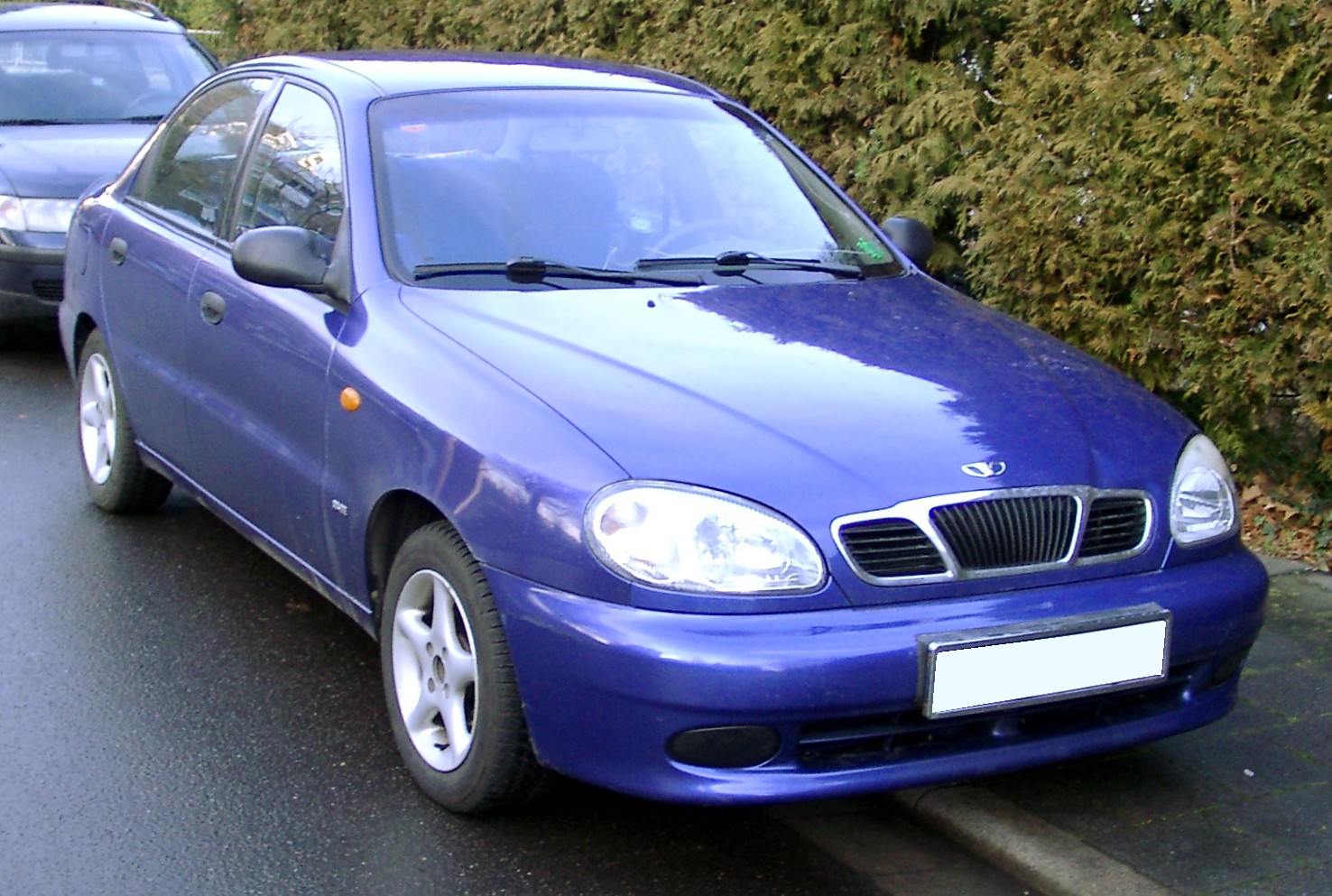
Samochód Daewoo Lanos konstrukcji Daewoo Motors

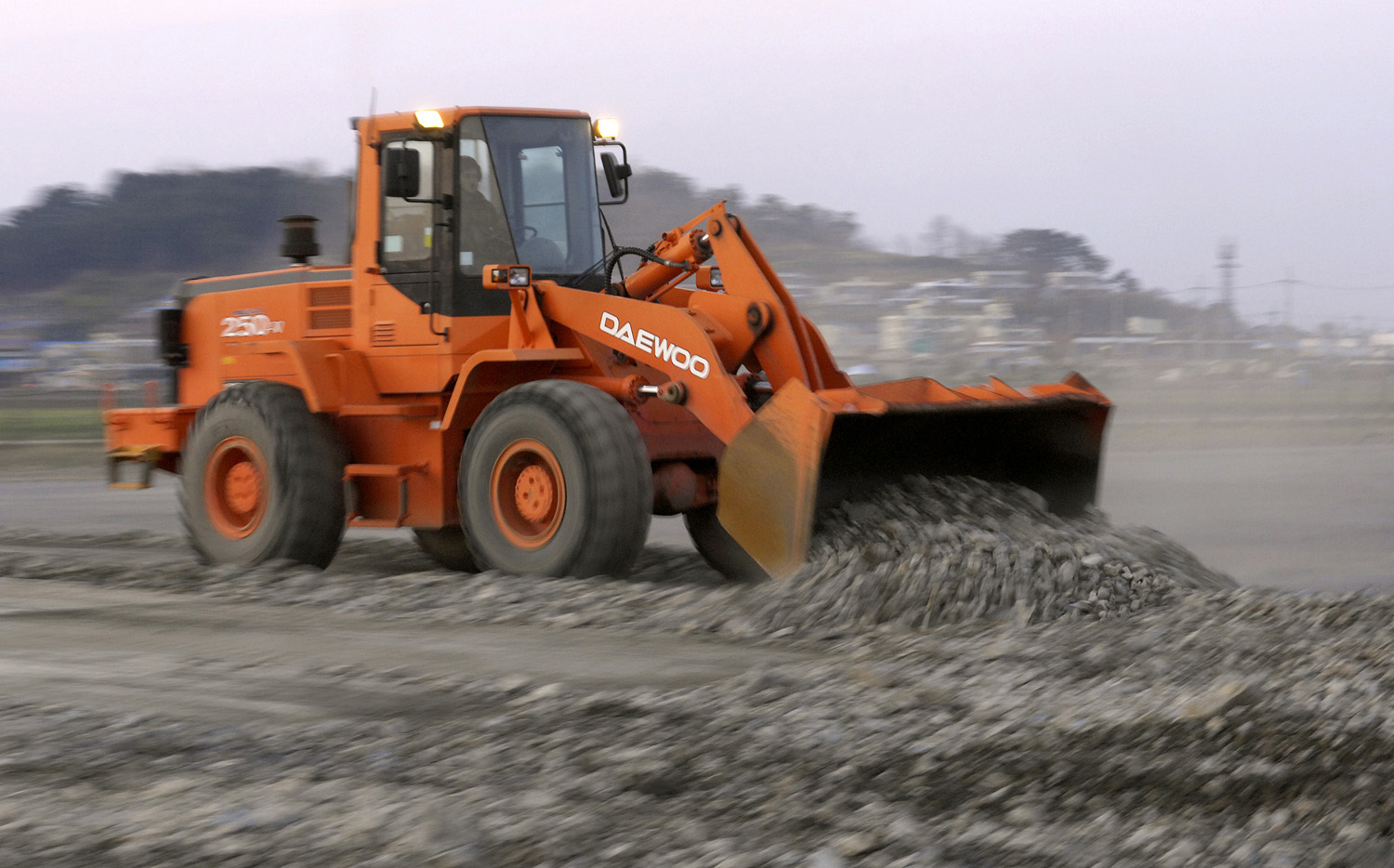
Maszyna budowlana konstrukcji Daewoo Heavy Industries

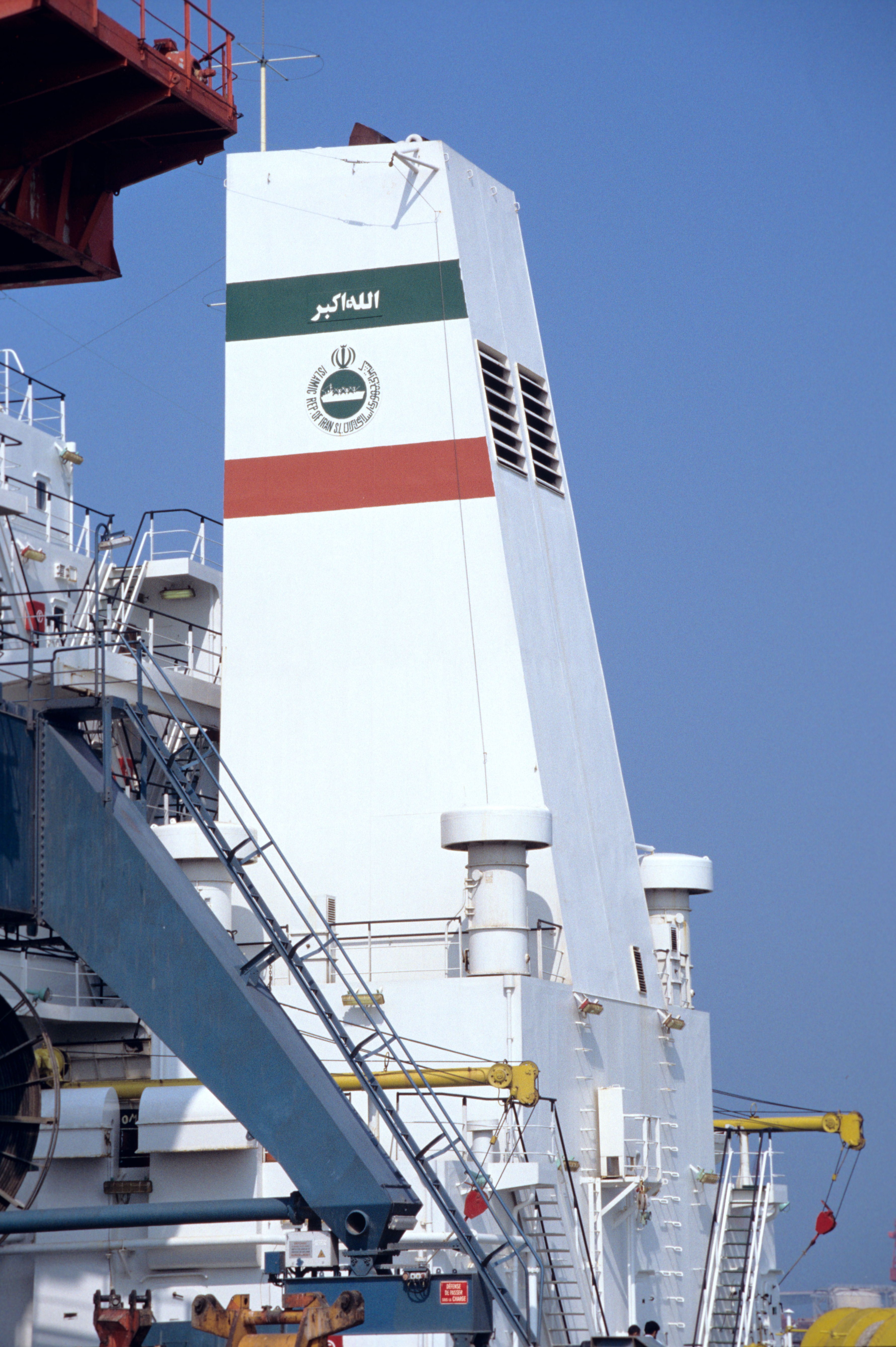
Statek Iran Sadr konstrukcji DSME

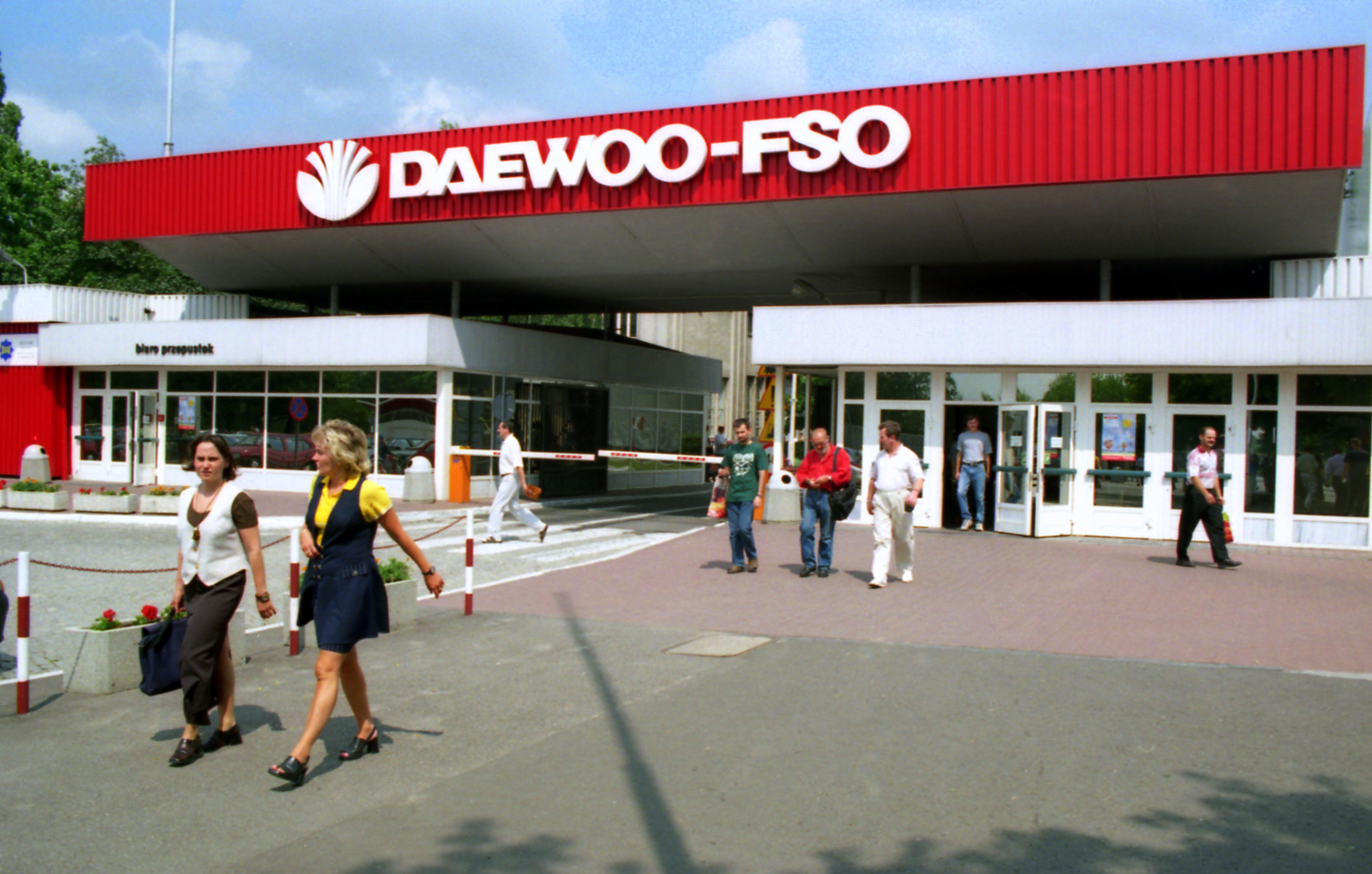
Fabryka samochodów Daewoo-FSO w Warszawie

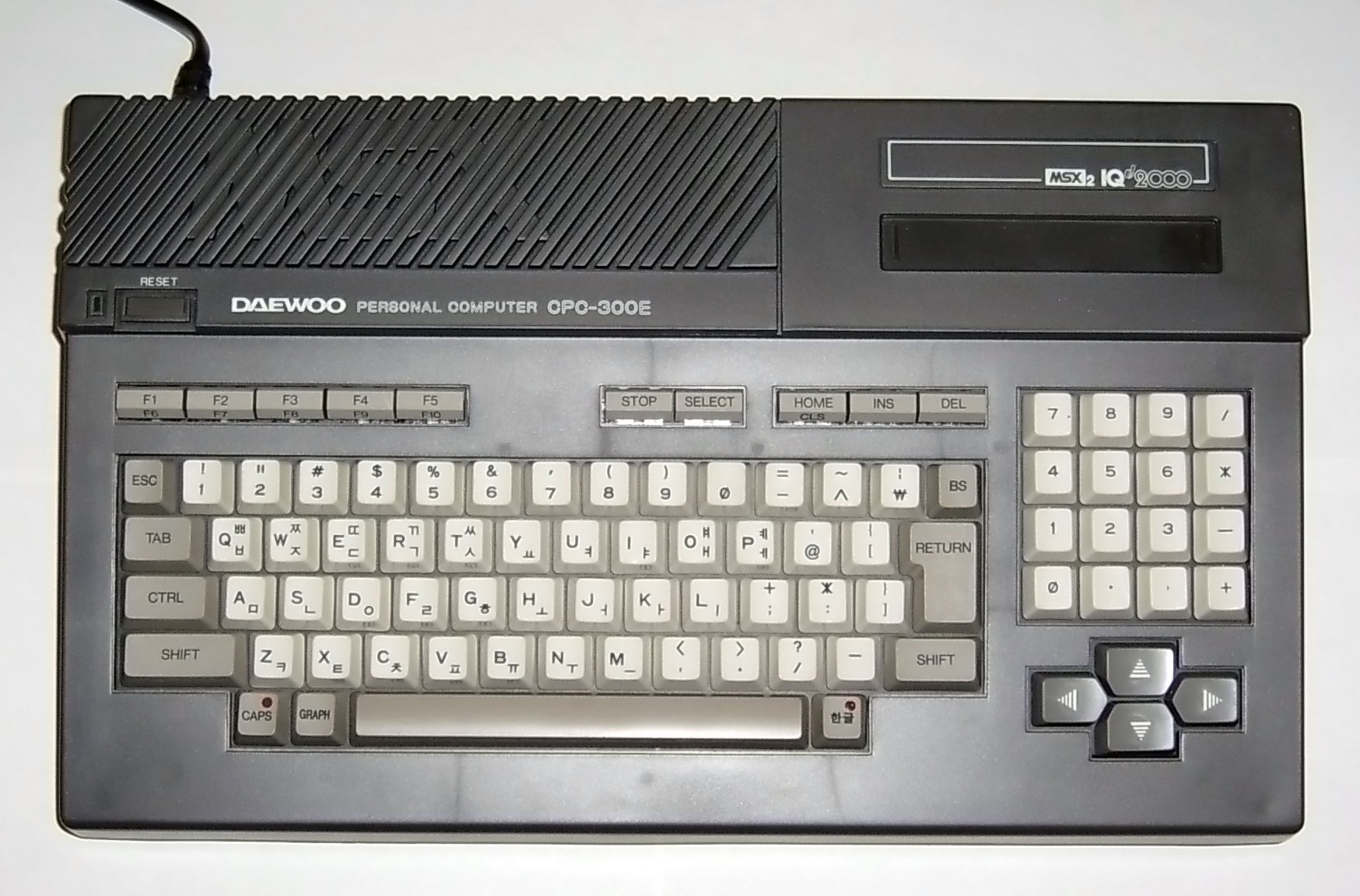
Komputer domowy konstrukcji Daewoo Electronics

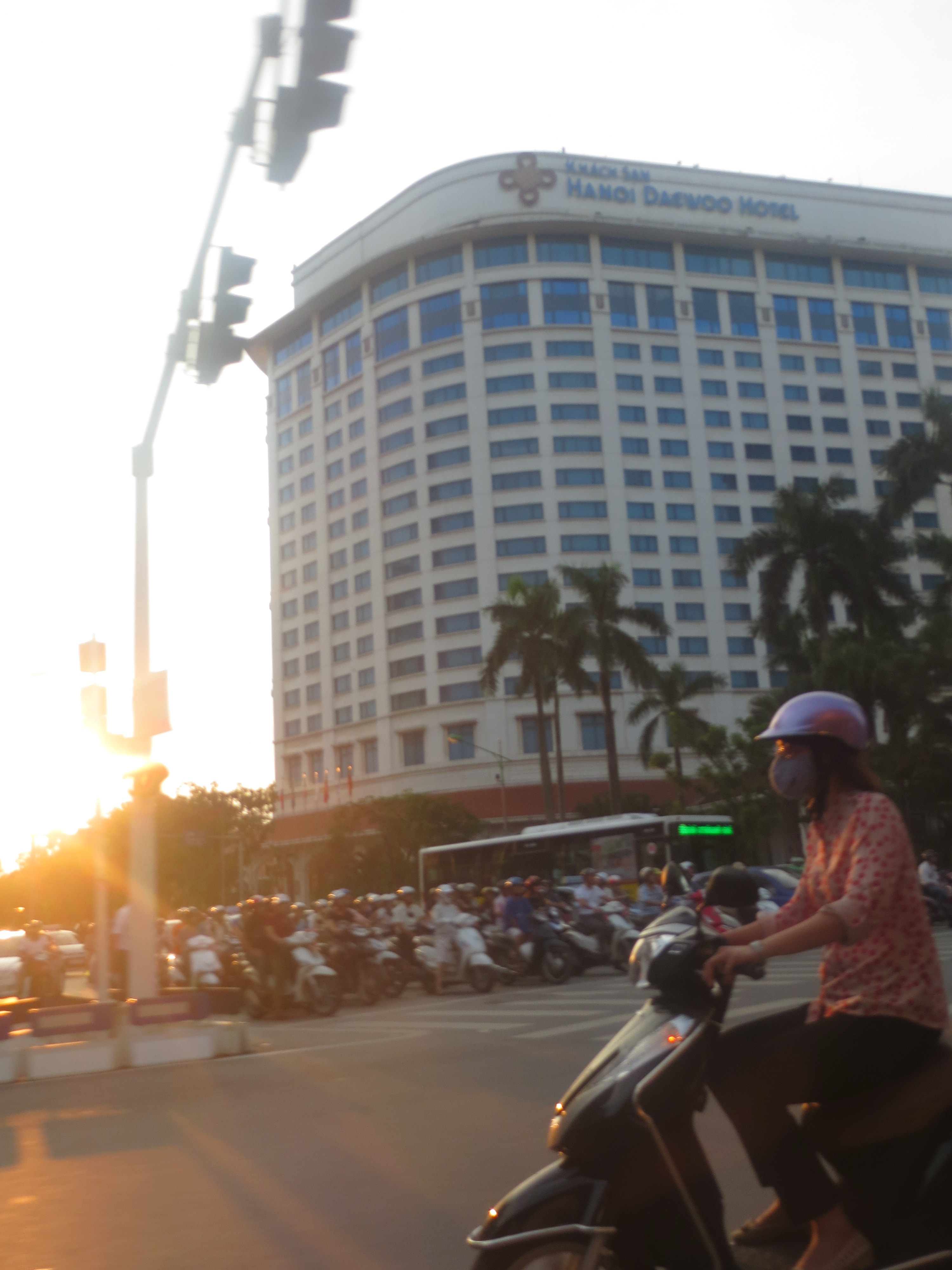
Hanoi Daewoo Hotel w Hanoi konstrukcji Daewoo Corporations Construction

Daewoo Group (hangul: 대우, hancha: 大宇, transkrypcja poprawiona: Daeu czyt. Deu) – południowokoreański wielobranżowy koncern działający w wielu gałęziach przemysłu, m.in. w okrętownictwie, sprzęcie elektronicznym, nieruchomościach, budownictwie, sprzęcie budowlanym, a także w motoryzacji, założony w 1967 roku w Seulu, w 1999 roku koncern ogłosił bankructwo.

## Spółki koncernu Daewoo
- Daewoo Electronics(inne języki)
  - Daewoo Electric Motor Industries
  - Orion Electric
- Daewoo Electronic Components
- Daewoo Motor Sales(inne języki)
  - Architectural Iaan
  - SAA-Seoul Auto Auction
- Daewoo Precision Industries
- Daewoo Textile
- Daewoo Heavy Industries
- Daewoo Shipbuilding & Marine Engineering
- Daewoo Securities
- Daewoo Telecom
- Daewoo Corporation
  - Daewoo Construction
  - Keangnam Enterprises
- Daewoo International
- Daewoo Development
- Institute for Advanced Engineering
- Daewoo Motors
  - Daewoo Automotive Components
  - Daewoo Bus
  - Daewoo Commercial Vehicle

### Daewoo Motors
W 1978 roku Daewoo Group wkroczyło do branży motoryzacyjnej, kupując południowokoreańskiego producenta samochodów Saehan Motors. 5 lat później zdecydowano się przemianować produkty tej firmy na markę Daewoo, formułując filię Daewoo Motors. Początkowo działająca wyłącznie na lokalnym rynku południowokoreańskim, w latach 90. XX wieku poszerzyła swój zasięg o globalne rynki, zyskując dużą popularność w klasie tanich samochodów osobowych, szczególnie w Europie.
Po bankructwie Daewoo Group motoryzacyjna filia koncernu została kupiona przez General Motors we wrześniu 2001 roku. W 2004 roku zniknęła ona z większości globalnych rynków na rzecz marki Chevrolet, z kolei w 2011 roku samochody przestały nosić znaczek Daewoo także w Korei Południowej i wreszcie w 2015 roku w Uzbekistanie jako ostatnim kraju świata, gdzie można było dotąd kupić pojazdu marki Daewoo.

## Historia
Przedsiębiorstwo Daewoo zostało założone w marcu 1967 roku w stołecznym Seulu przez Kim Woo-junga, syna gubernatora prowincji Daegu, z wykształcenia ekonomistę po Yonsei University, a także jego partnerów biznesowych. Data założenia Daewoo pokryła się z wdrożeniem drugiego tzw. planu pięcioletniego przez południowokoreański rząd, który tanimi pożyczkami wspierał rozwój lokalnego biznesu, stawiając na wielobranżowy eksport.
Początkowo Daewoo Group koncentrowało się na branży tekstylnej, która na przełomie lat 60. i 70 XX wieku gwarantowała relatywnie duże stopy zwrotu. Pierwszymi dużymi rynkami, gdzie koncern odniósł sukces, był Singapur, a także Australia i Niemcy. W ciągu pierwszych 6 lat działalności, wartość eksportu Daewoo z 580 tysięcy dolarów amerykańskich w 1967 roku wzrosła do 40 milionów dolarów amerykańskich w 1973 roku.
Po 1973 roku Daewoo, podążając za wytycznymi rządowymi i sytuacją rynkową po globalnym kryzysie paliwowym, zaczęło intensywnie inwestować także w sprzęt elektroniczny oraz mechaniczny, sukcesywnie zwiększając eksport i zatrudnienie, stając się tzw. Czebolem, czyli multibranżowym konglomeratem. Kolejnymi branżami, gdzie Daewoo rozwinęło swoje działania, był sektor konstrukcyjny, stoczniowy i budowniczy, w odpowiedzi na rosnące zapotrzebowanie m.in. w Afryce i na Bliskim Wschodzie.
Postępująca liberalizacja w polityce gospodarczej południowokoreańskiego rządu w latach 80. skłoniła Czebole takie jak Daewoo do zintensyfikowania swoich planów w międzynarodowej ekspansji i dalszym poszerzaniu obsługiwanych branży w celu zwiększenia konkurencyjności. Daewoo kupiło pierwszą stocznię w Korei Południowej, a także wkroczyło do przemysłu maszyn ciężkich i samochodów osobowych, przemianowując Saehan Motors na Daewoo Motors.
Lata 90. XX wieku przyniosły rosnące znaczenie dla motoryzacyjnej filii Daewoo. W 1995 roku globalna sprzedaż samochodów tej marki wzrosła do 636 tysięcy sztuk, stanowiąc jeden z kluczowych produktów, za których pomocą Daewoo zbudowało swoją globalną rozpoznawalność. Innym kluczowym sektorem w tym okresie była także użytkowa elektronika, a także instrumenty muzyczne. Koreański konglomerat sukcesywnie budował też politykę angażowania się w liczne przedsięwzięcia. Do 1997 roku, Daewoo Group posiadało 380 projektów inwestycyjnych na całym świecie o łącznej wartości 72 miliardów dolarów amerykańskich.

### Kryzys i upadek
Azjatycki kryzys finansowy, który rozpoczął się w czerwcu 1997 roku, poważnie nadszarpnął finansową kondycję Daewoo Group, narażoną już na straty z powodu przeszacowania swoich możliwości rozwojowych. Pomimo odnotowania w 1998 roku dużej straty w wysokości równowartości 458 milionów dolarów, Daewoo nie wycofało się z polityki poszerzania swojego portfolio podległych spółek, zakładając 14 nowych firm do istniejących już 275 filii. W czasie gdy Samsung i LG, inne podobnej wielkości czebole, wdrożyły cięcia i oszczędności, zadłużenie Daewoo rosło.
W 1999 roku Daewoo, wówczas drugi co do wielkości konglomerat w Korei Południowej, działający w 100 krajach świata, osiągnął wartość długu w kwocie 50 miliardów dolarów, ogłaszając bankructwo. Założyciel i dotychczasowy prezes koncernu, Kim Woo-jung, został zmuszony do rezygnacji ze swojego stanowiska, z kolei południowokoreańskie banki przeszły do jak najszybszej wyprzedaży masy upadłościowej koncernu.

### Dalsze losy
Dotychczasowy prezes Daewoo Group, Kim Woo-jung wyjechał chwilę po rezygnacji w listopadzie 1999 do Wietnamu, pozostając na emigracji przez kolejne 6 lat. Byli pracownicy koncernu oskarżyli go o bycie przestępcą, wywieszając plakaty z jego podobizną z dopiskiem Wanted. O nieprawidłowościach w działaniach byłego prezesa mówiły też organy prokuratorskie, doprowadzając do zatrzymania i oskarżenia Kim Woo-junga o oszustwa podatkowe, korupcję i defraudacje gdy ten wrócił do kraju w czerwcu 2005 roku. Rok później skazano go na 10 lat więzienia.
Po bankructwie Daewoo, jego liczne filie nabrały autonomii lub zostały wykupione przez konkurencyjne podmioty. Przetrwanie zapewnił podział na trzy niezależne oddziały: Daewoo Corporation, Daewoo Engineering & Construction i Daewoo International Corporation. W 2001 roku General Motors nabyło pozostałe 50% akcji Daewoo Motors. W 2004 roku z kolei indyjski koncern Tata Motors nabył oddział Daewoo zajmujący się produkcją pojazdów dostawczych i użytkowych.
Marka Daewoo pozostała aktywna w siedmiu różnych branżach, za pomocą następujących przedsiębiorstw.
- Daewoo Electronics (DE) – przedsiębiorstwo branży elektronicznej,
- Daewoo Engineering & Construction – branża konstrukcyjna,
- Daewoo International – branża handlowo-inwestycyjna,
- Daewoo Shipbuilding & Marine Engineering (DSME) – branża stoczniowa,
- Tata Daewoo Commercial Vehicle – branża pojazdów dostawczych i użytkowych, należy do Tata Motors,
- Daewoo Bus – branża autobusowa,
- Daewoo Express – działający w Pakistanie przewoźnik autobusowy.